# 祁连裸鲤
祁连裸鲤（学名：Gymnocypris chilianensis）为輻鰭魚綱鯉形目鲤科裸鲤属的淡水鱼类，亦称祁连山裸鲤。分布于中国河西走廊三条内陆河系，即武威石羊河、张掖黑河支流及酒泉北大河、安西疏勒河水系等。该物种的模式产地在瓜州、酒泉、张掖。它体长可达18公分。
为甘肃省重点保护鱼类。

## 扩展阅读
維基物種上的相關：祁连裸鲤